# Persone di cognome Roberts
| Questa pagina contiene informazioni ricavate automaticamente dalle voci biografiche con l'ausilio del template Bio e di un bot. L'aggiornamento è periodico e automatico e ricostruisce completamente la pagina. Se manca una persona in questa lista, sei pregato di non aggiungerla, ma accertati piuttosto che la sua voce biografica contenga il template Bio e che i dati anagrafici siano correttamente compilati. Se il template Bio manca, inseriscilo tu stesso o, in alternativa, metti l'avviso {{tmp\|Bio}} che ne segnala la mancanza. Se i dati riportati sono sbagliati, correggi direttamente la voce biografica; le modifiche saranno visibili in questa lista entro pochi giorni. Per chiarimenti vedi il progetto antroponimi. La lista contiene solo le 184 persone che sono citate nell'enciclopedia e per le quali è stato implementato correttamente il template Bio. Pagina aggiornata al 23 lug 2025. |

Questa è una lista di persone presenti nell'enciclopedia che hanno il cognome Roberts, suddivise per attività principale.

## Allenatori di calcio(2)
- Iwan Roberts, allenatore di calcio e ex calciatore gallese (Bangor, n. 1968)
- Ken Roberts, allenatore di calcio e calciatore gallese (Cefn Mawr, n. 1936 - † 2021)

## Allenatori di hockey su ghiaccio(1)
- Jim Roberts, allenatore di hockey su ghiaccio e hockeista su ghiaccio canadese (Toronto, n. 1940 - St. Louis, † 2015)

## Animatori(1)
- Bill Roberts, animatore e regista statunitense (Kentucky, n. 1899 - Contea di Tulare, † 1974)

## Annunciatori televisivi(1)
- Justin Roberts, annunciatore televisivo statunitense (Chicago, n. 1979)

## Antropologhe(1)
- Alice Roberts, antropologa e docente inglese (Bristol, n. 1973)

## Arcivescovi cattolici(1)
- Thomas Roberts, arcivescovo cattolico britannico (Le Havre, n. 1893 - Londra, † 1976)

## Arrampicatori(1)
- Toby Roberts, arrampicatore britannico (Elstead, n. 2005)

## Artisti(2)
- Tom Roberts, artista e pittore britannico (Dorchester, n. 1856 - Kallista, † 1931)
- Xavier Roberts, artista e imprenditore statunitense (Cleveland, n. 1955)

## Astisti(1)
- David Roberts, ex astista statunitense (Stillwater, n. 1951)

## Astronomi(1)
- Isaac Roberts, astronomo britannico (Groes, n. 1829 - Crowborough, † 1904)

## Attivisti(2)
- Edward Verne Roberts, attivista statunitense (San Mateo, n. 1939 - Berkeley, † 1995)
- Terrence Roberts, attivista statunitense (Little Rock, n. 1941)

## Attori(17)
- Anthony Roberts, attore, regista e sceneggiatore inglese
- Craig Roberts, attore, regista e sceneggiatore britannico (Maesycwmmer, n. 1991)
- Dallas Roberts, attore statunitense (Houston, n. 1970)
- Eric Roberts, attore statunitense (Biloxi, n. 1956)
- Ian Roberts, attore e ex rugbista a 13 australiano (Londra, n. 1965)
- Ian Roberts, attore, comico e sceneggiatore statunitense (New York, n. 1965)
- John Roberts, attore e doppiatore statunitense (New York, n. 1971)
- Joe Roberts, attore statunitense (Albany, n. 1871 - Los Angeles, † 1923)
- Leonard Roberts, attore statunitense (Saint Louis, n. 1972)
- Luke Roberts, attore britannico (Woodbridge, n. 1977)
- Michael D. Roberts, attore statunitense (Brooklyn, n. 1947)
- Pernell Roberts, attore e cantante statunitense (Waycross, n. 1928 - Malibù, † 2010)
- Roy Roberts, attore statunitense (Tampa, n. 1906 - Los Angeles, † 1975)
- Shawn Roberts, attore canadese (Stratford, n. 1984)
- Ted Jan Roberts, attore statunitense (Los Angeles, n. 1979 - † 2022)
- Theodore Roberts, attore statunitense (San Francisco, n. 1861 - Hollywood, † 1928)
- Tony Roberts, attore statunitense (New York, n. 1939 - New York, † 2025)

## Attrici(12)
- Allene Roberts, attrice statunitense (Fairfield, n. 1928 - Huntsville, † 2019)
- Beverly Roberts, attrice statunitense (New York City, n. 1914 - Laguna Niguel, † 2009)
- Doris Roberts, attrice statunitense (St. Louis, n. 1925 - Los Angeles, † 2016)
- Edith Roberts, attrice statunitense (New York, n. 1899 - Los Angeles, † 1935)
- Emma Roberts, attrice statunitense (Rhinebeck, n. 1991)
- Joan Roberts, attrice statunitense (New York, n. 1918 - Stamford, † 2012)
- Judith Roberts, attrice statunitense (New York, n. 1934)
- Julia Roberts, attrice e produttrice cinematografica statunitense (Smyrna, n. 1967)
- Rachel Roberts, attrice britannica (Llanelli, n. 1927 - Los Angeles, † 1980)
- Rachel Roberts, attrice e modella canadese (Vancouver, n. 1978)
- Tanya Roberts, attrice statunitense (New York, n. 1949 - Los Angeles, † 2021)
- Taylor Roberts, attrice, poetessa e imprenditrice statunitense (Raleigh, n. 1980)

## Attrici pornografiche(1)
- Tawny Roberts, ex attrice pornografica statunitense (Dallas, n. 1979)

## Autori di videogiochi(1)
- Chris Roberts, autore di videogiochi e produttore cinematografico statunitense (Redwood City, n. 1968)

## Bassisti(1)
- Eric Roberts, bassista statunitense (New York, n. 1984)

## Biochimici(1)
- Richard Roberts, biochimico e biologo inglese (Derby, n. 1943)

## Biologhe(1)
- Anita Roberts, biologa statunitense (Pittsburgh, n. 1942 - † 2006)

## Biologi(1)
- Richard Brooke Roberts, biologo statunitense (Titusville, n. 1910 - † 1980)

## Calciatori(29)
- Zizi Roberts, ex calciatore liberiano (Monrovia, n. 1979)
- Charlie Roberts, calciatore inglese (Darlington, n. 1883 - Chorlton-on-Medlock, † 1939)
- Connor Roberts, calciatore gallese (Neath, n. 1995)
- Connor Roberts, calciatore gallese (Wrexham, n. 1992)
- Darryl Roberts, calciatore trinidadiano (Saint Joseph, n. 1983)
- Frank Roberts, calciatore inglese (Sandbach, n. 1893 - † 1961)
- Fred Roberts, calciatore nordirlandese (Belfast, n. 1905 - Belfast, † 1988)
- Gareth Roberts, ex calciatore gallese (Wrexham, n. 1978)
- Gary Roberts, ex calciatore inglese (Chester, n. 1984)
- Glenn Roberts, calciatore norvegese (Oslo, n. 1988)
- Graham Roberts, ex calciatore e allenatore di calcio inglese (Southampton, n. 1959)
- Haydon Roberts, calciatore inglese (Brighton, n. 2002)
- Herbie Roberts, calciatore inglese (Oswestry, n. 1905 - † 1944)
- Jason Roberts, ex calciatore grenadino (Londra, n. 1978)
- John Robert Roberts, calciatore e allenatore di calcio inglese (Seaforth, n. 1883 - Surrey, † 1925)
- John Griffith Roberts, calciatore gallese (Abercynon, n. 1946 - † 2016)
- Jordan Roberts, calciatore inglese (Watford, n. 1994)
- Mallan Roberts, calciatore sierraleonese (Freetown, n. 1992)
- Marc Roberts, calciatore inglese (Wakefield, n. 1990)
- Neil Roberts, ex calciatore gallese (Wrexham, n. 1978)
- Omega Roberts, calciatore liberiano (Monrovia, n. 1989)
- Patrick Roberts, calciatore inglese (Kingston upon Thames, n. 1997)
- Philip Roberts, calciatore inglese (Newham, n. 1994)
- Quillan Roberts, calciatore canadese (Brampton, n. 1994)
- Dick Roberts, calciatore inglese (Redditch, n. 1878 - Birmingham, † 1931)
- Steve Roberts, ex calciatore gallese (Wrexham, n. 1980)
- Troy Roberts, ex calciatore statunitense (San Jose, n. 1983)
- Tyler Roberts, calciatore inglese (Gloucester, n. 1999)
- Wayne Roberts, ex calciatore sudafricano (Città del Capo, n. 1977)

## Calciatrici(1)
- Rhiannon Roberts, calciatrice inglese (Chester, n. 1990)

## Cantanti(10)
- Ashley Roberts, cantante, conduttrice televisiva e personaggio televisivo statunitense (Phoenix, n. 1981)
- Brad Roberts, cantante e chitarrista canadese (Winnipeg, n. 1964)
- Rocky Roberts, cantante statunitense (Tanner, n. 1941 - Roma, † 2005)
- Chris Roberts, cantante, attore e produttore discografico tedesco (Monaco di Baviera, n. 1944 - Berlino, † 2017)
- Collette Roberts, cantante neozelandese (Sydney, n. 1968)
- Emily Roberts, cantante tedesca (Amburgo, n. 1993)
- Harriet Roberts, cantante britannica (Sheffield, n. 1966)
- Julie Roberts, cantante statunitense (Sparta, n. 1979)
- Nicola Roberts, cantante britannica (Stamford, n. 1985)
- Rick Roberts, cantante e chitarrista statunitense (Clearwater, n. 1949)

## Cantautori(3)
- Edwyn Roberts, cantautore, compositore e paroliere italiano (Cremona, n. 1992)
- Half Pint, cantautore giamaicano (Kingston, n. 1961)
- Sam Roberts, cantautore canadese (Pointe-Claire, n. 1974)

## Cantautrici(1)
- Juliet Roberts, cantautrice britannica (Londra, n. 1962)

## Cestiste(3)
- Trish Roberts, ex cestista e allenatrice di pallacanestro statunitense (Monroe, n. 1955)
- Nyree Roberts, ex cestista statunitense (Orange, n. 1976)
- Porsha Roberts, ex cestista statunitense (n. 1993)

## Cestisti(14)
- Chris Roberts, ex cestista statunitense (Fort Worth, n. 1988)
- Fred Roberts, ex cestista statunitense (Provo, n. 1960)
- Joe Roberts, cestista e allenatore di pallacanestro statunitense (Columbus, n. 1936 - Oakland, † 2022)
- Marv Roberts, ex cestista statunitense (Brooklyn, n. 1950)
- Anthony Roberts, cestista statunitense (Chattanooga, n. 1955 - Tulsa, † 1997)
- Brett Roberts, ex cestista e ex giocatore di baseball statunitense (Portsmouth, n. 1970)
- Brian Roberts, ex cestista statunitense (Toledo, n. 1985)
- Glenn Roberts, cestista statunitense (Wise, n. 1912 - Kingsport, † 1980)
- Jeron Roberts, ex cestista statunitense (Covina, n. 1976)
- Josh Roberts, cestista statunitense (Troy, n. 1999)
- Lee Roberts, cestista statunitense (Seattle, n. 1987)
- Rolan Roberts, ex cestista statunitense (Baltimora, n. 1978)
- Stanley Roberts, ex cestista statunitense (Hopkins, n. 1970)
- Bill Roberts, cestista statunitense (Fort Wayne, n. 1925 - DeKalb, † 2016)

## Chitarristi(1)
- Darrell Roberts, chitarrista statunitense (n. 1974)

## Cicliste su strada(1)
- Jessica Roberts, ciclista su strada e pistard britannica (Carmarthen, n. 1999)

## Dirigenti sportivi(2)
- Luke Roberts, dirigente sportivo, ex pistard e ciclista su strada australiano (Adelaide, n. 1977)
- Osian Roberts, dirigente sportivo, allenatore di calcio e ex calciatore gallese (Anglesey, n. 1965)

## Doppiatori(1)
- Larry Roberts, doppiatore statunitense (Cleveland, n. 1926 - New York, † 1992)

## Esploratori(1)
- James Owen Merion Roberts, esploratore e alpinista britannico (Gujarat, n. 1916 - Pokhara, † 1997)

## Etologi(1)
- Monty Roberts, etologo statunitense (Salinas, n. 1935)

## Genealogisti(1)
- Gary Boyd Roberts, genealogista statunitense (Houston, n. 1943)

## Generali(1)
- Frederick Roberts, I conte Roberts, generale britannico (Cawnpore, n. 1832 - Saint-Omer, † 1914)

## Giocatori di baseball(3)
- Dave Roberts, ex giocatore di baseball e allenatore di baseball statunitense (Naha, n. 1972)
- Brian Roberts, ex giocatore di baseball statunitense (Durham, n. 1977)
- Robin Roberts, giocatore di baseball statunitense (Springfield, n. 1926 - Temple Terrace, † 2010)

## Giocatori di calcio a 5(1)
- Paul Roberts, giocatore di calcio a 5 australiano (n. 1973)

## Giocatori di football americano(7)
- Alfredo Roberts, ex giocatore di football americano statunitense (Fort Lauderdale, n. 1965)
- Andre Roberts, giocatore di football americano statunitense (Columbia, n. 1988)
- Darryl Roberts, giocatore di football americano statunitense (Lakeland, n. 1990)
- Elandon Roberts, giocatore di football americano statunitense (Port Arthur, n. 1994)
- Michael Roberts, giocatore di football americano statunitense (Cleveland, n. 1994)
- Sam Roberts, giocatore di football americano statunitense (Waynesville, n. 1998)
- William Roberts, ex giocatore di football americano statunitense (Miami, n. 1962)

## Giocatori di poker(1)
- Sailor Roberts, giocatore di poker statunitense (n. 1931 - † 1995)

## Ingegneri(2)
- Henry Edward Roberts, ingegnere, inventore e medico statunitense (Miami, n. 1941 - Macon, † 2010)
- Lawrence G. Roberts, ingegnere statunitense (Westport, n. 1937 - Redwood City, † 2018)

## Militari(1)
- Needham Roberts, militare statunitense (Trenton, n. 1901 - Newark, † 1949)

## Montatori(1)
- Jake Roberts, montatore britannico (Londra, n. 1977)

## Musicisti(2)
- Allan Roberts, musicista statunitense (Brooklyn, n. 1905 - Hollywood, † 1966)
- Billy Roberts, musicista e paroliere statunitense (Greenville, n. 1936 - † 2017)

## Nuotatori(3)
- James Roberts, ex nuotatore australiano (Tweed Heads, n. 1991)
- Niall Roberts, ex nuotatore guyanese (Georgetown, n. 1991)
- Ronald Roberts, nuotatore britannico (n. 1922 - † 2012)

## Nuotatrici(1)
- Susan Roberts, ex nuotatrice sudafricana (Johannesburg, n. 1939)

## Ostacoliste(1)
- Trecia Roberts, ex ostacolista thailandese (Bangkok, n. 1971)

## Ostacolisti(1)
- Daniel Roberts, ostacolista statunitense (Atlanta, n. 1997)

## Pallavolisti(1)
- Nathan Roberts, pallavolista australiano (Adelaide, n. 1986)

## Pesisti(1)
- Kurt Roberts, pesista statunitense (n. 1988)

## Piloti motociclistici(4)
- Brendan Roberts, pilota motociclistico australiano (Adelaide, n. 1985)
- Joe Roberts, pilota motociclistico statunitense (Malibù, n. 1997)
- Kenny Roberts, ex pilota motociclistico e dirigente sportivo statunitense (Modesto, n. 1951)
- Kurtis Roberts, pilota motociclistico statunitense (Turlock, n. 1978)

## Pirati(1)
- Bartholomew Roberts, pirata britannico (Casnewydd-Bach, n. 1682 - Capo Lopez, † 1722)

## Pittori(1)
- David Roberts, pittore britannico (Stockbridge, n. 1796 - † 1864)

## Politici(2)
- Joseph Jenkins Roberts, politico statunitense (Norfolk, n. 1809 - Monrovia, † 1876)
- Pat Roberts, politico statunitense (Topeka, n. 1936)

## Presbiteri(1)
- John Roberts, presbitero gallese (Trawsfynydd - Tyburn, † 1610)

## Rapper(1)
- Rick Ross, rapper e attore statunitense (Clarksdale, n. 1976)

## Registi(2)
- Johannes Roberts, regista, sceneggiatore e produttore cinematografico inglese (Cambridge, n. 1976)
- Stephen Roberts, regista e sceneggiatore statunitense (Summersville, n. 1895 - Los Angeles, † 1936)

## Rugbisti a 15(1)
- Jamie Roberts, rugbista a 15 e medico britannico (Newport, n. 1986)

## Sassofoniste(1)
- Matana Roberts, sassofonista e compositrice statunitense (Chicago)

## Sceneggiatori(2)
- Jonathan Roberts, sceneggiatore e produttore televisivo statunitense (Boston, n. 1956)
- Stanley Roberts, sceneggiatore statunitense (New York, n. 1916 - Beverly Hills, † 1982)

## Scenografi(1)
- Casey Roberts, scenografo statunitense (Illinois, n. 1901 - Los Angeles, † 1949)

## Sciatori alpini(2)
- Drew Roberts, ex sciatore alpino statunitense (Steamboat Springs, n. 1985)
- Hig Roberts, ex sciatore alpino statunitense (n. 1991)

## Sciatrici alpine(1)
- Lindsey Roberts, ex sciatrice alpina canadese (Rossland, n. 1972)

## Scrittori(5)
- Adam Roberts, scrittore britannico (n. 1965)
- Gregory David Roberts, scrittore australiano (Melbourne, n. 1952)
- John Maddox Roberts, scrittore statunitense (Ohio, n. 1947 - Estancia, † 2024)
- Keith Roberts, scrittore britannico (Kettering, n. 1935 - Salisbury, † 2000)
- Les Roberts, scrittore e sceneggiatore statunitense (Chicago, n. 1937)

## Scrittrici(5)
- Bethan Roberts, scrittrice britannica (Abingdon-on-Thames)
- Jane Roberts, scrittrice e poetessa statunitense (Saratoga Springs, n. 1929 - † 1984)
- Kate Roberts, scrittrice e attivista gallese (Rhosgadfan, n. 1891 - Denbigh, † 1985)
- Michèle Roberts, scrittrice e poetessa inglese (Bushey, n. 1949)
- Nora Roberts, scrittrice statunitense (Silver Spring, n. 1950)

## Storici(2)
- J. A. G. Roberts, storico e docente inglese (n. 1935)
- Michael Roberts, storico inglese (Lytham St Annes, n. 1908 - † 1997)

## Velocisti(4)
- Bill Roberts, velocista britannico (Salford, n. 1912 - Timperley, † 2001)
- Edwin Roberts, ex velocista trinidadiano (Port of Spain, n. 1941)
- Gil Roberts, velocista statunitense (Oklahoma City, n. 1989)
- James Roberts, velocista liberiano (n. 1936)

## Zoologi(1)
- Austin Roberts, zoologo sudafricano (Pretoria, n. 1883 - Lusikisiki, † 1948)

## Senza attività specificata(2)
- Estelle Roberts, britannica (n. 1889 - † 1970)
- Lydia Roberts, nutrizionista statunitense (Hope Township, n. 1879 - Rio Piedras, † 1965)